# Clásico RCN 2010
Clásico RCN Comcel 50 años o el Clásico RCN 2010 fue la quincuagésima edición del Clásico RCN. Comenzó el 30 de septiembre en la ciudad de Bucaramanga con una contrarreloj por equipos.
En un verdadero récord se convirtió la inscripción de equipos que correrán la competencia, al llegar a 20 el número de conjuntos que se inscribió ante el comité organizador de la carrera.
Dentro del grupo se encontraron en total veinte personas que formaron el cuerpo de juzgamiento. En total participaron 188 corredores.
El ganador fue el colombiano Félix Cárdenas con un tiempo de 39 horas, 9 minutos y 6 segundos.

## Equipos participantes
Los equipos participantes fueron:
| Equipo                                     | Jefes de filas         |
| ------------------------------------------ | ---------------------- |
| GW Shimano-Chec Edec                       | Félix Cárdenas         |
| Llantas Chaoyang-Envia                     | Jaime Vergara          |
| Indeportes Antioquia-FLA-IDEA              | Sergio Luis Henao      |
| Gobernación del Tolima                     | Giovany Barriga        |
| Martilujos                                 | Jairo Humberto Agudelo |
| Supergiros                                 | Carlos Alzate          |
| Multirepuestos Bosa                        | Walter Pedraza         |
| Fuerzas Armadas-Ejército Nacional          | Wilson Uriel López     |
| Lotería del Táchira                        | Carlos Gálviz          |
| Inder Huila                                | José Camilo Aroca      |
| Club Ciclo Ases                            | Cristian Talero        |
| EPM-UNE                                    | Mauricio Ortega        |
| San Bernardo del Viento                    | Ricardo Giraldo        |
| Indersantander                             | Élder Herrera          |
| Néctar-Cundinamarca-Pinturas Bler          | Diego Calderón         |
| Empresa de Energía de Boyacá-EBSA          | Libardo Niño           |
| Colombia es Pasión-472-Café de Colombia    | Alex Cano              |
| Lotería de Boyacá                          | Freddy Montaña         |
| Selección de Colombia-Indeportes Antioquia | Juan Esteban Arango    |
| Flejes Bonelo                              | William Rodríguez      |

## Etapas
| Etapa | Fecha            | Recorrido           | km       | Ganador           | Líder          |
| ----- | ---------------- | ------------------- | -------- | ----------------- | -------------- |
| 1.ª   | 30 de septiembre | Bucaramanga         | 24 (CRE) | GW Shimano        | Marlon Pérez   |
| 2.ª   | 1 de octubre     | Bucaramanga–San Gil | 101      | Iván Casas        | Marlon Pérez   |
| 3.ª   | 2 de octubre     | Socorro-Sogamoso    | 218      | Marlon Pérez      | Marlon Pérez   |
| 4.ª   | 3 de octubre     | Duitama–Bogotá      | 180      | Marvin Angarita   | Marlon Pérez   |
| 5.ª   | 4 de octubre     | La Calera-Sopó      | 25 (CRI) | Marlon Pérez      | Marlon Pérez   |
| 6.ª   | 5 de octubre     | Fusagasugá-Ibagué   | 160      | Marlon Pérez      | Marlon Pérez   |
| 7.ª   | 6 de octubre     | Ibagué–Pereira      | 125      | Sergio Henao      | Iván Parra     |
| 8.ª   | 7 de octubre     | Pereira–Cali        | 211      | Marlon Pérez      | Iván Parra     |
| 9.ª   | 8 de octubre     | Buga-Manizales      | 189      | Juan Pablo Suárez | Félix Cárdenas |
| 10.ª  | 9 de octubre     | Manizales–Jericó    | 164      | Freddy Montaña    | Félix Cárdenas |
| 11.ª  | 10 de octubre    | Jardín-Envigado     | 109      | Robinson Chalapud | Félix Cárdenas |

## Clasificaciones finales
- Las clasificaciones culminaron de la siguiente forma:[17][18]

### Clasificación general
| Posición | Ciclista           | Equipo                            | Tiempo      |
| -------- | ------------------ | --------------------------------- | ----------- |
| 1        | Félix Cárdenas     | GW Shimano-Chec Edec              | 38h 09' 06" |
| 2        | Sergio Luis Henao  | Indeportes Antioquia-FLA-IDEA     | + 1' 04"    |
| 3        | Freddy Montaña     | Boyacá Orgullo de América         | + 1' 12"    |
| 4        | Fernando Camargo   | Boyacá Orgullo de América         | + 3' 20"    |
| 5        | Rafael Infantino   | EPM-UNE                           | + 4' 42"    |
| 6        | Álvaro Yamid Gómez | Néctar-Cundinamarca-Pinturas Bler | + 5' 06"    |
| 7        | Juan Diego Ramírez | Supergiros                        | + 6' 56"    |
| 8        | Iván Casas         | Boyacá Orgullo de América         | + 7' 26"    |
| 9        | Victor Niño        | Empresa de Energía de Boyacá EBSA | + 7' 53"    |
| 10       | Fabio Montenegro   | Néctar-Cundinamarca-Pinturas Bler | + 8' 19"    |

### Clasificación de la montaña
| Posición | Ciclista          | Equipo                            | Puntos |
| -------- | ----------------- | --------------------------------- | ------ |
| 1        | Fabio Montenegro  | Nectar-Cundinamarca-Pinturas Bler | 135    |
| 2        | Freddy Montaña    | Boyacá Orgullo de América         | 76     |
| 3        | Freddy González   | Néctar-Cundinamarca-Pinturas Bler | 71     |
| 4        | Fernando Camargo  | Boyacá Orgullo de América         | 64     |
| 5        | Juan Pablo Suárez | EPM-UNE                           | 55     |

### Clasificación de la regularidad
| Posición | Ciclista          | Equipo                        | Puntos |
| -------- | ----------------- | ----------------------------- | ------ |
| 1        | Marlon Pérez      | GW Shimano–Chec Edeq          | 119    |
| 2        | Juan Pablo Suárez | EPM-UNE                       | 92     |
| 3        | Félix Cárdenas    | GW Shimano–Chec Edeq          | 73     |
| 4        | Sergio Henao      | Indeportes Antioquia-FLA-IDEA | 64     |
| 5        | Jaime Castañeda   | EPM-UNE                       | 55     |

### Clasificación de las metas volantes
| Posición | Ciclista             | Equipo              | Puntos |
| -------- | -------------------- | ------------------- | ------ |
| 1        | Weimar Roldán        | GW Shimano–ChecEdeq | 54     |
| 2        | Jefferson Vargas     |                     | 37     |
| 3        | Alexander González   |                     | 24     |
| 4        | Miguel Ángel Rubiano |                     | 22     |
| 5        | Wilson Marentes      |                     | 16     |

### Clasificación de la combatividad
| Posición | Ciclista             | Equipo                                  | Puntos |
| -------- | -------------------- | --------------------------------------- | ------ |
| 1        | Miguel Angel Rubiano | Supergiros                              | 22     |
| 2        | Robinson Chalapud    | Colombia es Pasión-472-Café de Colombia | 21     |
| 3        | Weimar Roldán        | GW Shimano–Chec Edeq                    | 24     |
| 4        | Jorge Martínez       | EPM-UNE                                 | 17     |
| 5        | Freddy Montaña       | Boyacá Orgullo de América               | 17     |

### Clasificación por equipos
| Posición | Equipo                            | Tiempo       |
| -------- | --------------------------------- | ------------ |
| 1        | EPM-UNE                           | 113h 29′ 23" |
| 2        | Boyacá Orgullo de América         | + 14"        |
| 3        | GW Shimano-Chec Edec              | + 9′ 39"     |
| 4        | Néctar-Cundinamarca-Pinturas Bler | + 13′ 00"    |
| 5        | Indeportes Antioquia-FLA-IDEA     | + 13′ 11"    |